# Centro Nacional de Folclore e Cultura Popular
O Centro Nacional de Folclore e Cultura Popular é uma instituição pública federal brasileira ligada ao Instituto do Patrimônio Histórico e Artístico Nacional (IPHAN), órgão do Ministério da Cultura. Está instalado em um conjunto arquitetônico histórico tombado pelo IPHAN nos números 179 e 181 da rua do Catete, no bairro do Catete, no município do Rio de Janeiro. É a única instituição federal que desenvolve e executa programas e projetos de estudo, pesquisa, documentação, difusão e fomento de expressões dos saberes e fazeres do povo brasileiro. Suas atividades produziram um acervo museológico de 14 000 objetos, 130 000 documentos bibliográficos e cerca de 70 000 documentos audiovisuais.
Em seu site oficial, a instituição possui um acervo digitalizado de cordéis.

## Histórico
Com o término da Segunda Guerra Mundial, a Organização das Nações Unidas para a Educação, a Ciência e a Cultura (UNESCO) liderou um movimento que procurou implantar mecanismos para documentar e preservar tradições que, segundo sua análise, estariam em via de desaparecimento.
No Brasil, atendendo a essa diretriz, em 1947 foi criada a Comissão Nacional de Folclore, vinculada à UNESCO.
Desse processo, resultou, em 1958, a instalação da "Campanha de Defesa do Folclore Brasileiro", primeiro órgão permanente dedicado a esse campo, vinculado ao então Ministério da Educação e Cultura. Em 1976, a campanha foi incorporada à Fundação Nacional de Artes como "Instituto Nacional do Folclore".
Já com a denominação atual, a instituição passou, no fim de 2003, a integrar a estrutura do IPHAN.

## Estrutura organizacional
- Direção
- Divisão técnica
- Pesquisa
- Museu de Folclore Edison Carneiro
  - Documentação
  - Exposição
  - Conservação
- Biblioteca Amadeu Amaral
  - Acervo bibliográfico
  - Acervo arquivístico
  - Acervo sonoro-visual
- Difusão
  - Intercâmbio
  - Edições
  - Programa educativo
- Administração e planejamento[5]